# Microzetes flagellifer
Microzetes flagellifer är en kvalsterart som först beskrevs av Sandór Mahunka 1988.  Microzetes flagellifer ingår i släktet Microzetes och familjen Microzetidae. Inga underarter finns listade i Catalogue of Life.